# Joanne Adamson
Joanne „Jo“ Adamson, OBE (* 1967) ist eine britische Diplomatin, die unter anderem  zwischen 2011 und 2013 Ständige Vertreterin bei der UN-Konferenz für Abrüstung (UNCD) in Genf sowie von 2014 bis 2016 Botschafterin des Vereinigten Königreichs in Mali war. Sie fungierte ferner von 2018 bis 2021 als Stellvertretende Sonderbeauftragte des UN-Generalsekretärs für die Multidimensionale Integrierte Stabilisierungsmission der Vereinten Nationen in Mali MINUSMA (United Nations Multidimensional Integrated Stabilization Mission in Mali). Seit 2023 ist sie stellvertretende Sonderbeauftragte und stellvertretende Leiterin der Multidimensionalen Integrierten Stabilisierungsmission der Vereinten Nationen in der Zentralafrikanischen Republik MINUSCA (United Nations Multidimensional Integrated Stabilization Mission in the Central African Republic).

## Leben
Joanne „Jo“ Adamson absolvierte nach dem Schulbesuch ein Studium der Fächer Französische Sprache und Französische Literatur an der University of Cambridge, welches sie mit einem Bachelor of Arts (B.A.) beendete. Sie trat 1989 in den diplomatischen Dienst (HM Diplomatic Service) des Ministeriums für Auswärtige und Commonwealth-Angelegenheiten (Foreign and Commonwealth Office) ein und war zunächst zwischen 1989 und 1990 im dortigen Referat für Sicherheitspolitik tätig sowie nach Verwendungen an den Auslandsvertretungen in Ägypten und Israel von 1995 bis 1997 Referentin im Referat für den Mittleren Osten des Außenministeriums. Sie nahm von 1999 bis 2002 unbezahlten Urlaub vom diplomatischen Dienst, um für die Vereinten Nationen im Gazastreifen, Kosovo und in der UN-Zentrale in New York City zu arbeiten. Sie war in dieser Zeit beim Hilfswerk der Vereinten Nationen für Palästina-Flüchtlinge im Nahen Osten UNRWA (United Nations Relief and Works Agency for Palestine Refugees in the Near East) und bei der Übergangsverwaltungsmission der Vereinten Nationen im Kosovo UNMIK (United Nations Interim Administration Mission in Kosovo) tätig. Nachdem sie an der Ständigen Vertretung des Vereinigten Königreichs bei der UN Verwendung gefunden hatte, war sie zwischen 2007 und 2009 Referentin im Referat Gegenverbreitung (Counter Proliferation) tätig, und befasste sich dort mit diplomatischen, nachrichtendienstlichen und militärischen Bemühungen zur Bekämpfung der Verbreitung von Waffen, einschließlich Massenvernichtungswaffen (WMD), Interkontinentalraketen und bestimmten konventionellen Waffen. 
Im Anschluss war sie von 2009 bis 2011 zunächst stellvertretende Ständige Vertreterin und wurde daraufhin 2011 als Nachfolgerin von John S. Duncan Ständige Vertreterin bei der UN-Konferenz für Abrüstung (UNCD) in Genf. Diese Funktion bekleidete sie bis 2013 und wurde daraufhin von Matthew Rowland abgelöst. In diesem Amt war sie von 2012 bis 2013 in Personalunion auch Großbritanniens Chefunterhändlerin bei den diplomatischen Konferenzen der Vereinten Nationen zum Vertrag über den Waffenhandel. Zum 31. Dezember 2013 wurde sie für ihre Verdienste um die internationale Rüstungskontrollpolitik des Vereinigten Königreichs und den Waffenhandelsvertrag zum Officer des Order of the British Empire (OBE) ernannt.
Nachdem sie im Mai 2014 ein postgraduales Studium der Verwaltungswissenschaften an der John F. Kennedy School of Government (HKS) der Harvard University mit einem Master of Public Administration (MPA) abgeschlossen hatte, wurde sie im August 2014 als Nachfolgerin von Philip Boyle Botschafterin des Vereinigten Königreichs in Mali. Dieses diplomatische Amt in Bamako hatte sie bis 2016 inne und wurde anschließend von Alice Walpole abgelöst. Sie spielte eine aktive Rolle bei der Förderung des Friedensprozesses in Mali und half bei der Entwicklung eines Stabilisierungsprogramms für die gesamte Sahelzone. Als Botschafterin in Mali war sie zugleich auch als Botschafterin im Niger akkreditiert. Im Anschluss fungierte sie von 2016 bis 2018 als Stellvertretende Leiterin der Delegation der Europäischen Union bei den Vereinten Nationen, wo sie sich auf die Reform der Organisation und die Stärkung der Kooperationsbeziehungen, insbesondere zwischen den Vereinten Nationen, der Afrikanischen Union und der Europäischen Union, konzentrierte. Am 1. Oktober 2018 ernannte UN-Generalsekretär António Guterres sie als Nachfolgerin des Niederländers Koen Davidse zur stellvertretenden Sonderbeauftragten des UN-Generalsekretärs für die Multidimensionale Integrierte Stabilisierungsmission der Vereinten Nationen in Mali MINUSMA (United Nations Multidimensional Integrated Stabilization Mission in Mali) und behielt diese Funktion bis 2021.
Joanne Anderson, die über 30 Jahre Erfahrung in den Bereichen internationaler Frieden und Sicherheit sowie Diplomatie, politische Analyse, multilaterale Verhandlungen und Konfliktlösung verfügt, wurde am 1. Juli 2023 von UN-Generalsekretär Guterres als Nachfolgerin der US-Amerikanerin Lizbeth Cullity zur stellvertretenden Sonderbeauftragten und stellvertretenden Leiterin der Multidimensionalen Integrierten Stabilisierungsmission der Vereinten Nationen in der Zentralafrikanischen Republik MINUSCA (United Nations Multidimensional Integrated Stabilization Mission in the Central African Republic) ernannt.
Jo Anderson spricht fließend Arabisch und Französisch sowie etwas Hebräisch und Spanisch.